# Rudgea lanceifolia
Rudgea lanceifolia är en måreväxtart som beskrevs av Richard Anthony Salisbury. Rudgea lanceifolia ingår i släktet Rudgea och familjen måreväxter. Inga underarter finns listade i Catalogue of Life.